# Crepidorhopalon uvens
Crepidorhopalon uvens är en tvåhjärtbladig växtart som först beskrevs av William Philip Hiern, och fick sitt nu gällande namn av E. Fischer. Crepidorhopalon uvens ingår i släktet Crepidorhopalon och familjen Linderniaceae. Inga underarter finns listade i Catalogue of Life.